# Phytoliriomyza jamaicensis
Phytoliriomyza jamaicensis este o specie de muște din genul Phytoliriomyza, familia Agromyzidae, descrisă de Zlobin în anul 1996.
Este endemică în Jamaica. Conform Catalogue of Life specia Phytoliriomyza jamaicensis nu are subspecii cunoscute.